# Бизане
Бизане (фр. Bizanet) насеље је и општина у јужној Француској у региону Лангдок-Русијон, у департману Од која припада префектури Нарбон.
По подацима из 2011. године у општини је живело 1.388 становника, а густина насељености је износила 37,42 становника/km². Општина се простире на површини од 37,09 km². Налази се на средњој надморској висини од 42 метара (максималној 260 m, а минималној 30 m).

## Демографија
| 1962. | 1968. | 1975. | 1982. | 1990. | 1999. | 2011. |
| ----- | ----- | ----- | ----- | ----- | ----- | ----- |
| 1.093 | 1.169 | 1.009 | 1.013 | 1.039 | 1.082 | 1.388 |

График промене броја становника у току последњих година